# Trận New Orleans (1815)

## Trận hồ Borgne

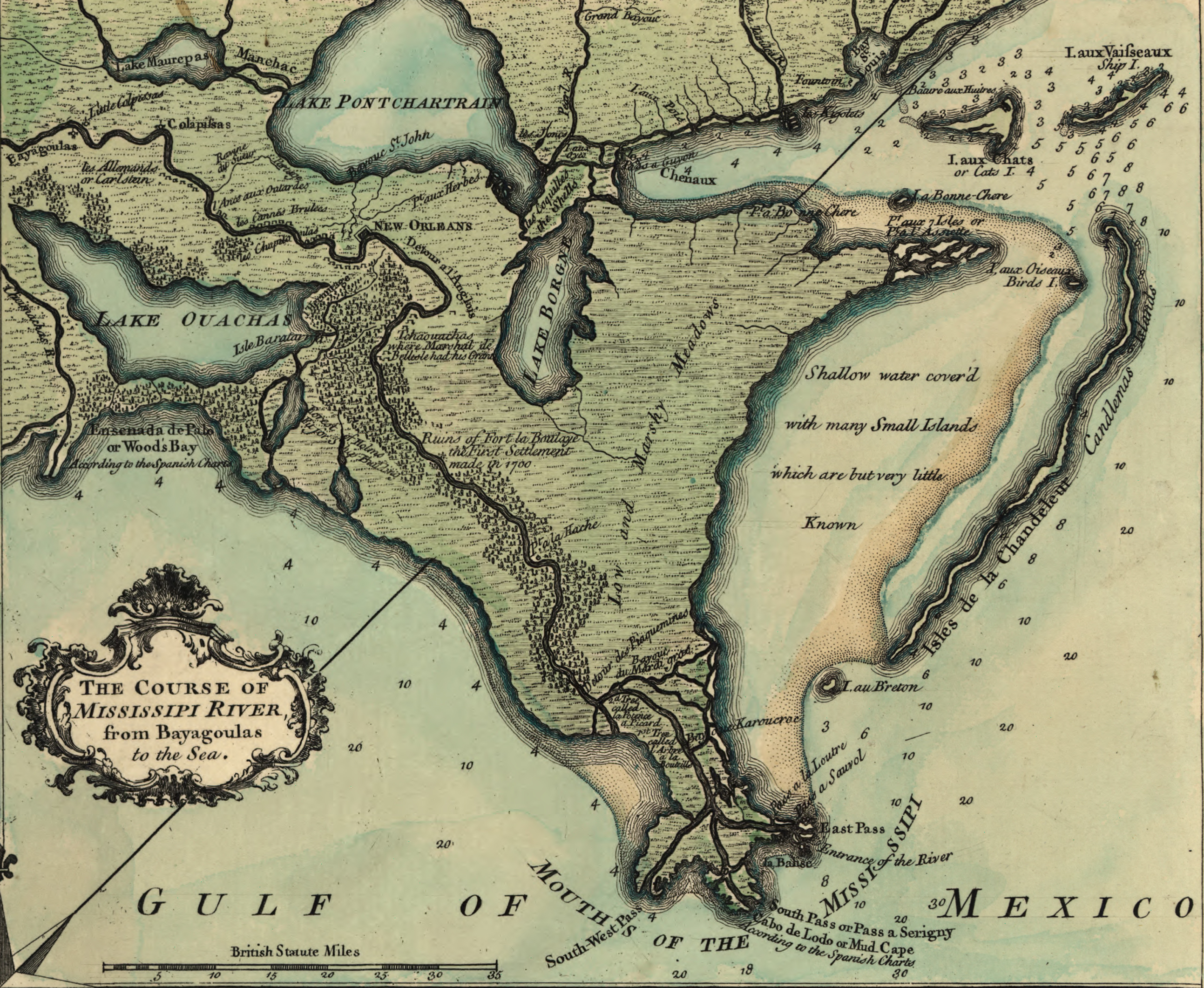
Eighteenth century map of southeast Louisiana

Ngày 12 tháng 12 năm 1814, sáu mươi tàu chiến Anh với 14.450 binh lính và thủy thủ trên tàu, dưới sự chỉ huy của Đô đốc Sir Alexander Cochrane, đã thả neo tại vịnh Mexico về phía đông của hồ Pontchartrain và Hồ Borgne. Ngăn chặn truy cập vào các hồ là một đội tàu nhỏ của Mỹ, được chỉ huy bởi Trung úy Thomas ap Catesby Jones, bao gồm năm pháo hạm. Ngày 14 tháng 12, khoảng 1.200 thủy thủ Anh và Thủy quân lục chiến Hoàng gia thuộc Đại úy Nicholas Lockyer chỉ huy tấn công lực lượng của Jones. Quân của Lockyer đi trên 42 thuyền lớn, mỗi thuyền trang bị một carronade (một dạng canon) nhỏ. Lockyer bắt sống tàu của Joneschỉ trong một cuộc chạm trán ngắn ngủi mà sau này được gọi là Trận Hồ Borgne. 17 thủy thủ Anh đã thiệt mạng và 77 người bị thương, trong khi chỉ 6 người Mỹ thiệt mạng, 35 người bị thương và 86 bị bắt sống. Cả Jones và Lockyer cũng bị thương trong trận này. Sau đó khi thoải mái di chuyển vào hồ Borgne, hàng ngàn binh sĩ Anh, dưới sự chỉ huy của Tướng John Keane, chèo thuyền đến Đảo Pea, cách khoảng 30 dặm (48 km) về phía đông New Orleans, và thành lập một đơn vị đồn trú.

## Cuộc tấn công đêm ngày 23 tháng 12

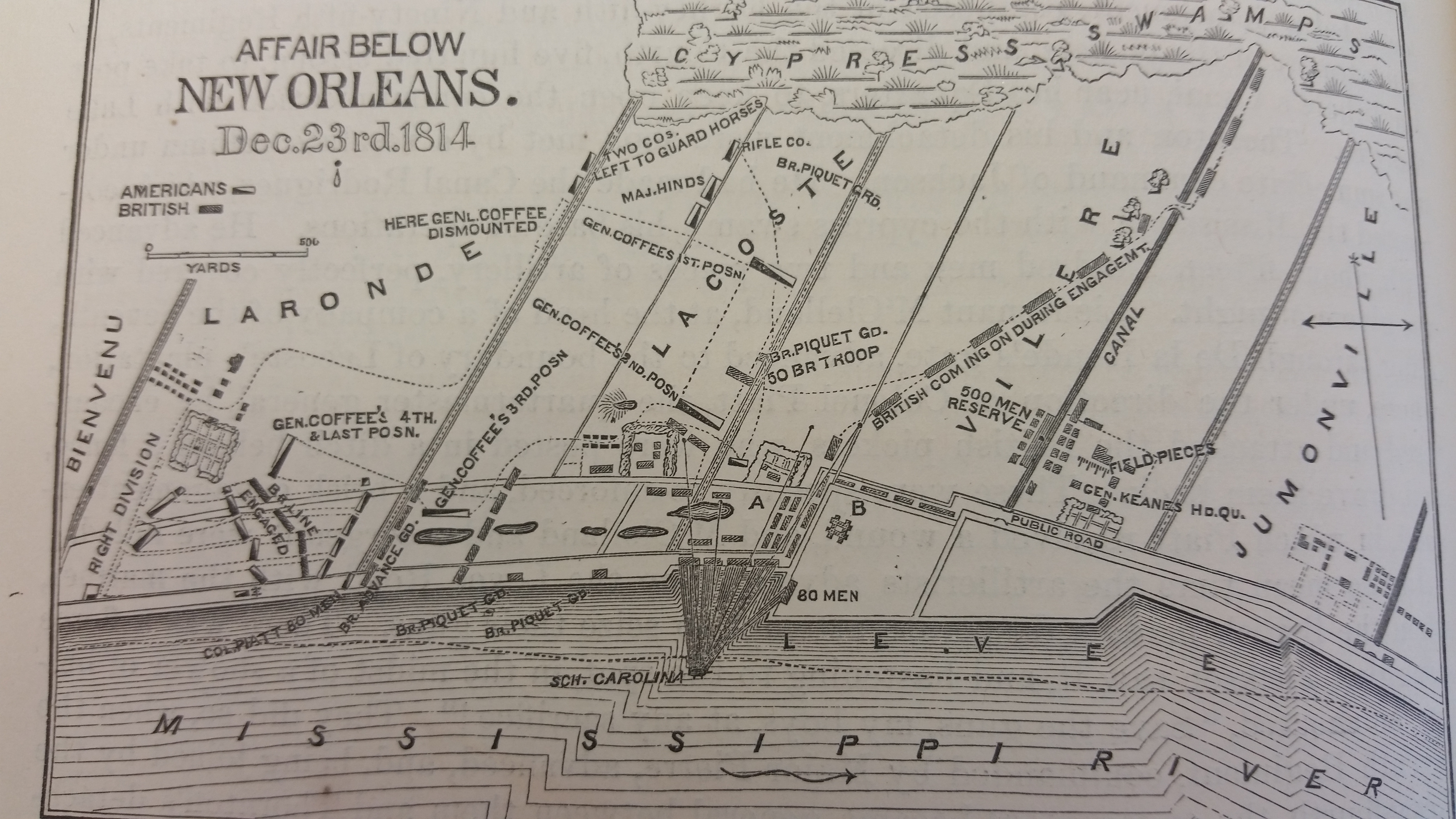
Trận chiến ban đêm

Sáng ngày 23 tháng 12, Keane và một đội tiên phong gồm 1.800 binh sĩ Anh tiến đến bờ phía đông của sông Mississippi, 9 dặm (14 km) về phía nam New Orleans. Keane đã có thể tấn công thành phố bằng lợi thế nhanh hơn vài giờ nhờ đi đường sông, con đường không vũ trang duy nhất dẫn đến New Orleans, nhưng ông đã ra một quyết định định mệnh là đóng trại tại Plantation Lacoste và chờ quân tiếp viện. Trong buổi chiều ngày 23 tháng 12, sau khi đã nghiên cứu vị trí các trại của quân Anh, Andrew Jackson báo cáo nói, "Chúng vĩnh viễn không thể ngủ trên đất của chúng ta (By the Eternal they shall not sleep on our soil)." Sự khôn ngoan này đã được gợi ý bởi Đại tá Thomas Hinds' Squadron của Light Dragoons, một đơn vị dân quân từ Lãnh thổ Mississippi. Buổi tối hôm đó, tấn công từ phía bắc, Jackson dẫn đầu 2131 quân trong một cuộc đột kích theo ba mũi nhọn vào quân đội Anh lúc đó đang nghỉ ngơi trong trại. Sau đó, Jackson rút lực lượng của ông trở lại Rodriguez Canal, khoảng 4 dặm (6,4 km) về phía nam của thành phố. Người Mỹ mất 24 mạng, 115 người bị thương và 74 người mất tích, trong khi người Anh báo cáo thiệt hại của họ là 46 người chết, 167 bị thương và 64 mất tích.
Sử gia Robert Quimby nói, "Người Anh chắc chắn đã giành được một chiến thắng đầy chiến thuật để duy trì vị trí của mình." Tuy nhiên, Quimby tiếp tục nói, "Thật không phải là quá lố khi nói rằng chính trận chiến ngày 23 tháng 12 đã cứu được New Orleans. Người Anh đã tỉnh ngộ khỏi kỳ vọng của họ về một cuộc chinh phục dễ dàng. Các cuộc tấn công bất ngờ và nghiêm trọng làm Keane biết thận trọng hơn... ông ta đã không có nỗ lực nào trong hai ngày hai tư và hai lăm". Như một hệ quả, người Mỹ đã có thêm thời gian để bắt đầu cải tạo con kênh thành một hệ thống công sự phòng vệ nghiêm ngặt. Vào ngày Giáng sinh, tướng Edward Pakenham đến trên chiến trường và ra lệnh trinh sát từ ngày 28 tháng 12 đối với các công việc đào đắp bảo vệ New Orleans của người Mỹ. Buổi tối hôm đó, tướng Pakenham gặp tướng Keane và Đô đốc Cochrane để cập nhật tình hình, tức giận về vị trí trên chiến trường của quân ông. Tướng Pakenham muốn sử dụng đường Chef Menteur làm tuyến đường xâm lược, nhưng ông bị bác bỏ bởi Đô đốc Cochrane, người đã khẳng định rằng tàu của ông ta đã có tất cả mọi thứ cần thiết. Đô đốc Cochrane tin rằng những người lính kỳ cựu người Anh sẽ dễ dàng tiêu diệt đội quân xiêu vẹo của Jackson, và ông bị cáo buộc là đã phát ngôn rằng nếu quân đội không làm được điều đó, chính các thủy thủ của ông sẽ làm. Bỏ qua những suy nghĩ của Pakenham, cuộc họp đã giải quyết các vấn đề về phương pháp và địa điểm của cuộc tấn công.
Sau khi các lực lượng trinh sát rút đi, người Mỹ ngay lập tức bắt đầu xây dựng công sự đất để bảo vệ pháo. Những phòng tuyến sau đó được đặt tên thánh là Đường Jackson. Người Mỹ đã làm tám lỗ châu mai, trong đó bao gồm một khẩu súng 32-pound, ba khẩu 24-pounders, một khẩu 18-pounder, ba khẩu 12-pounders, ba khẩu 6-pounders, và một khẩu 6-inch (150 mm). Jackson cũng đã gửi một đội đến bờ phía tây của sông Mississippi cho phía bên kia hai khẩu 24-pounders và hai khẩu 12-pounders trên tàu USS Louisiana. Mặc dù vậy, lực lượng của Jackson đã bị áp đảo tuyệt đối về số lượng so với lực lượng tấn công. Tổng cộng 4732 người đàn ông của Jackson được tạo thành từ 968 chính quy của quân đội Mỹ, 58 Thủy quân lục chiến (giữ trung tâm của hàng phòng ngự), 106 thủy thủ của tiểu đoàn hải quân Mỹ, 1060 dân quân và tình nguyện viên Louisiana (trong đó có 462 người da màu), 1352 dân quân Tennessee, 986 dân quân Kentucky, 150 dân quânMississippi, và 52 chiến binh Choctaw, cùng với một lực lượng từ các hải tặc Jean Lafitte của Baratarians. Jackson cũng đã có sự hỗ trợ của các tàu chiến trên sông Mississippi, bao gồm tàu USS Louisiana, USS Carolina và một tàu hơi nước từ các doanh nghiệp,.
Quân đội chính của phía Anh tiến đến vào ngày đầu năm mới 1815, và nổ súng vào công sự bằng pháo binh. Điều này đã bắt đầu một cuộc chiến đạn pháo kéo dài trong ba giờ. Một vài khẩu súng của Mỹ bị phá hủy hoặc ngừng bắn, bao gồm khẩu 32-pounder, một khẩu 24-pounder, và một 12-pounder, trong khi công sự của họ cũng chịu một số thiệt hại. Pháo binh Anh cuối cùng đã cạn kiệt đạn dược khiến Pakenham phải hủy bỏ cuộc tấn công. Pakenham đã không biết rằng cuộc tấn công của ông đã đến gần với thành công, vì tuyến phòng ngự người Mỹ phía bên trái đường Jackson gần đầm lầy đã bị phá vỡ vì hỏa lực và bỏ vị trí của họ. Pakenham quyết định chờ cho đến khi toàn bộ lực lượng của mình với trên 8.000 người đàn ông tập hợp xong trước khi tiếp tục tấn công. Biên chế quân đội của quân Anh bao gồm các trung đoàn số 4, 7, 21, 43, 44, 85, 93 (Cao Nguyên), một "tiểu đoàn demi" 500-người gồm Tiểu đoàn Súng trường 95, tiểu đoàn 14 Light Dragoon, và Trung đoàn Tây Ấn số 1 và 5 gồm vài trăm lính da đen từ các thuộc địa Tây Ấn của Anh. Quân khác gồm người Mỹ bản địa của bộ tộc Hitchiti, dẫn đầu bởi Kinache.

## Ngày 8 tháng Một

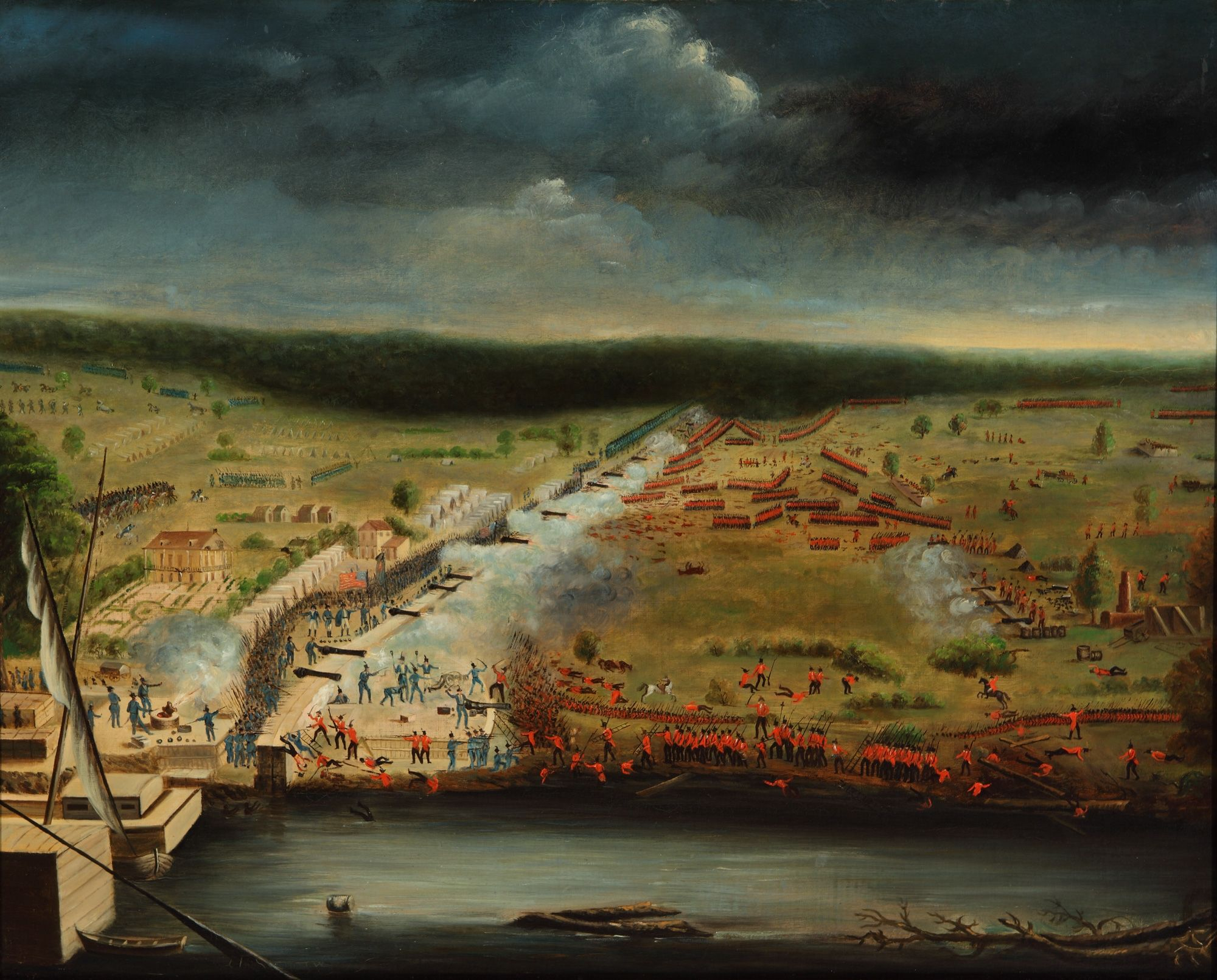
Bản vẽ năm 1815 vẽ trận chiến bởi Jean Hyacinthe de Laclotte về quân Louisiana dựa vào ký ức và phác thảo tại chiến trường.

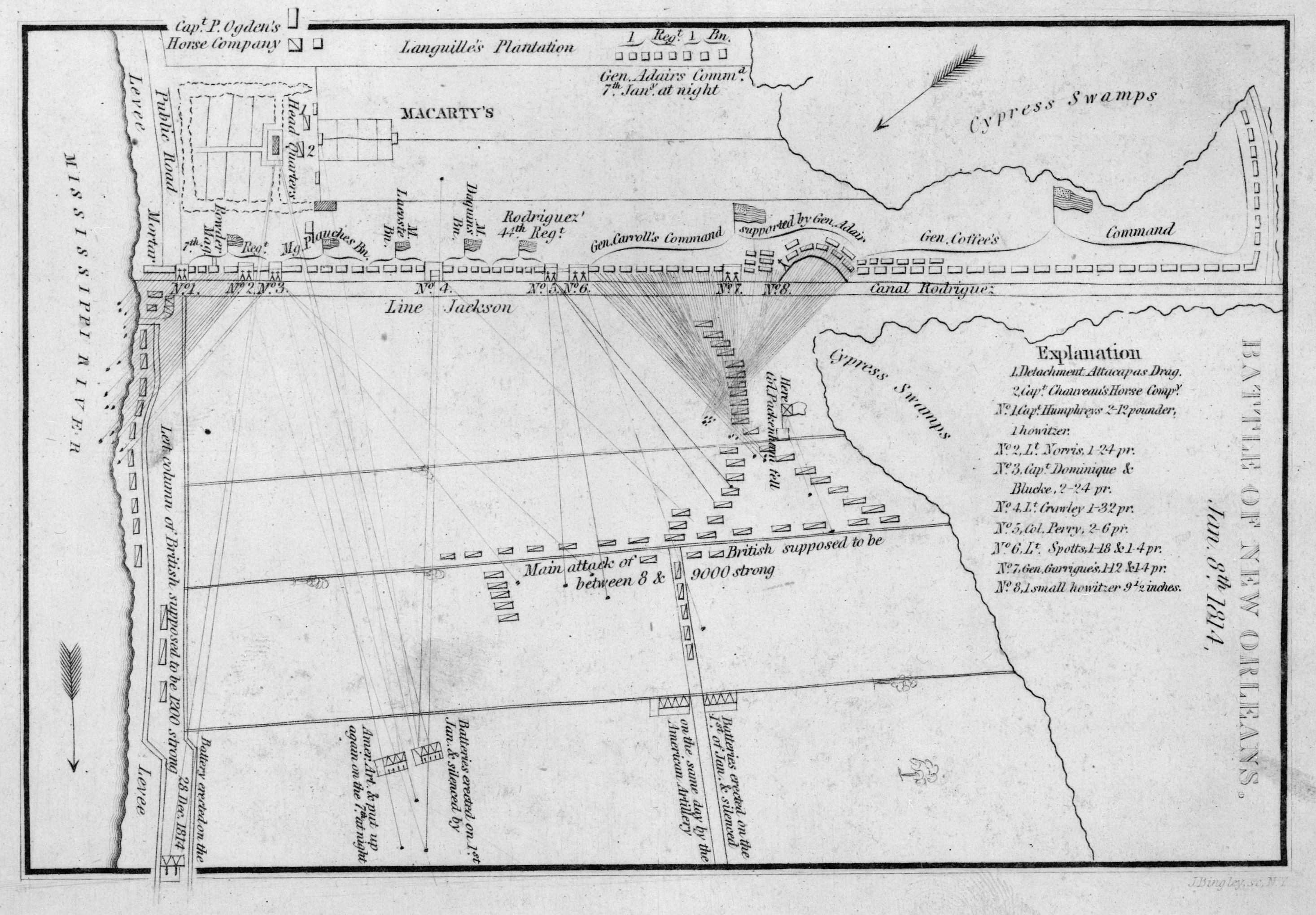
Bản đồ thời thế kỷ 19 miêu tả chiến trường tại Chalmette Plantation ngày 8 tháng 1 năm 1815

Ngày 8 Tháng Một năm 1815, người Anh đã tuần hành chống lại tuyến phòng thủ của tướng Andrew Jackson. Người Mỹ đã xây dựng ba tuyến, trong đó tuyến ở trước một phần tư dặm ở phía trước của thành phố đã phải cố thủ mạnh tại Rodriquez Canal, mà kéo dài từ một đầm lầy tới bờ sông, với một thanh gỗ, lan can và công sự cho pháo binh.
Kế hoạch chiến đấu của quân Anh là một cuộc tấn công chống lại một hàng châu mai 20 súng bờ tây, sau đó sẽ giúp giảm sự nguy hiểm của pháo binh Mỹ rồi sau đó dùng chính những khẩu súng đó quay lại tấn công phòng tuyến của Mỹ, hỗ trợ một cuộc tấn công trực diện chống lại phòng tuyến. Sáng sớm ngày 8 tháng Một, Pakenham phát lệnh tấn công cho các cuộc đột kích theo hai hướng chống lại vị trí của Jackson. Đại tá William Thornton (Trung đoàn 85) đã vượt qua sông Mississippi trong đêm với lực lượng 780 người mạnh mẽ của mình, di chuyển nhanh chóng lên thượng nguồn và tấn công thần tốc chỉ huy bởi Commodore Daniel Patterson trên sườn đạo quân chính của Mỹ và sau đó mở một cuộc chạm trán đánh dọc theo tuyến của Jackson bằng pháo và tên lửa. Sau đó, các cuộc tấn công chính, trực tiếp chống lại các công việc đào đắp người lái của đại đa số quân đội Mỹ, sẽ được tung ra trong hai mũi (dọc theo sông do Keane chỉ huy và dọc theo đường đầm lầy do Thiếu tướng Samuel Gibbs chỉ huy). Các lữ đoàn chỉ huy bởi Thiếu tướng John Lambert được giữ lại dự bị.
Người Anh đã đào một kênh để cho 42 tàu nhỏ có thể ra được sông. Tuy việc chuẩn bị cho cuộc tấn công đã bắt đầu vào sớm ngày mồng 8, nhưng các kênh đào bởi các thủy thủ Cochrane sụp đổ và việc đào con đập để chuyển hướng dòng chảy của sông vào trong kênh đã thất bại, khiến cho các thủy thủ phải kéo các tàu tấn công bờ tây của Đại tá Thornton đi qua bùn sâu và phải rời lực lượng ngay trước bình minh, muộn 12 tiếng. Các cuộc tấn công trực diện đã bị hoãn lại khi người ta hy vọng rằng bờ Tây sẽ tạo ra ít nhất là một nhánh, ngay cả khi họ đã không thành công trong cuộc đột kích.
Các cuộc tấn công chính đã nổ ra dưới bóng tối và sương mù dày đặc, nhưng khi người Anh đến gần tuyến chính của kẻ thù thì sương mù nâng lên, khiến hỏa lực pháo binh của họ mất tác dụng. Lt-Col. Thomas Mullins, chỉ huy người Anh của Trung đoàn 44 (Đông Essex), đã quên mang theo số thang và dây bện thừng cần thiết để vượt qua các kênh sâu 8 foot và rộng 15 foot trong công sự, kèm theo đó là sự nhầm nhọt vì lần mò trong bóng tối và sương mù dày đặc khi họ cố gắng thu hẹp khoảng cách. Hầu hết các sĩ quan cấp cao bị giết hoặc bị thương, trong đó có Thiếu tướng Samuel Gibbs, người đã bị giết chết khi dẫn đầu mũi tấn công chính ở bên phải bao gồm các trung đoàn số 4, 21, 44 và trung đoàn Tây Ấn số 5, và Đại tá Rennie người dẫn đầu một tổ hợp nhẹ gồm ba trung đoàn số 7, 43, và 93 phía bên trái của dòng sông.

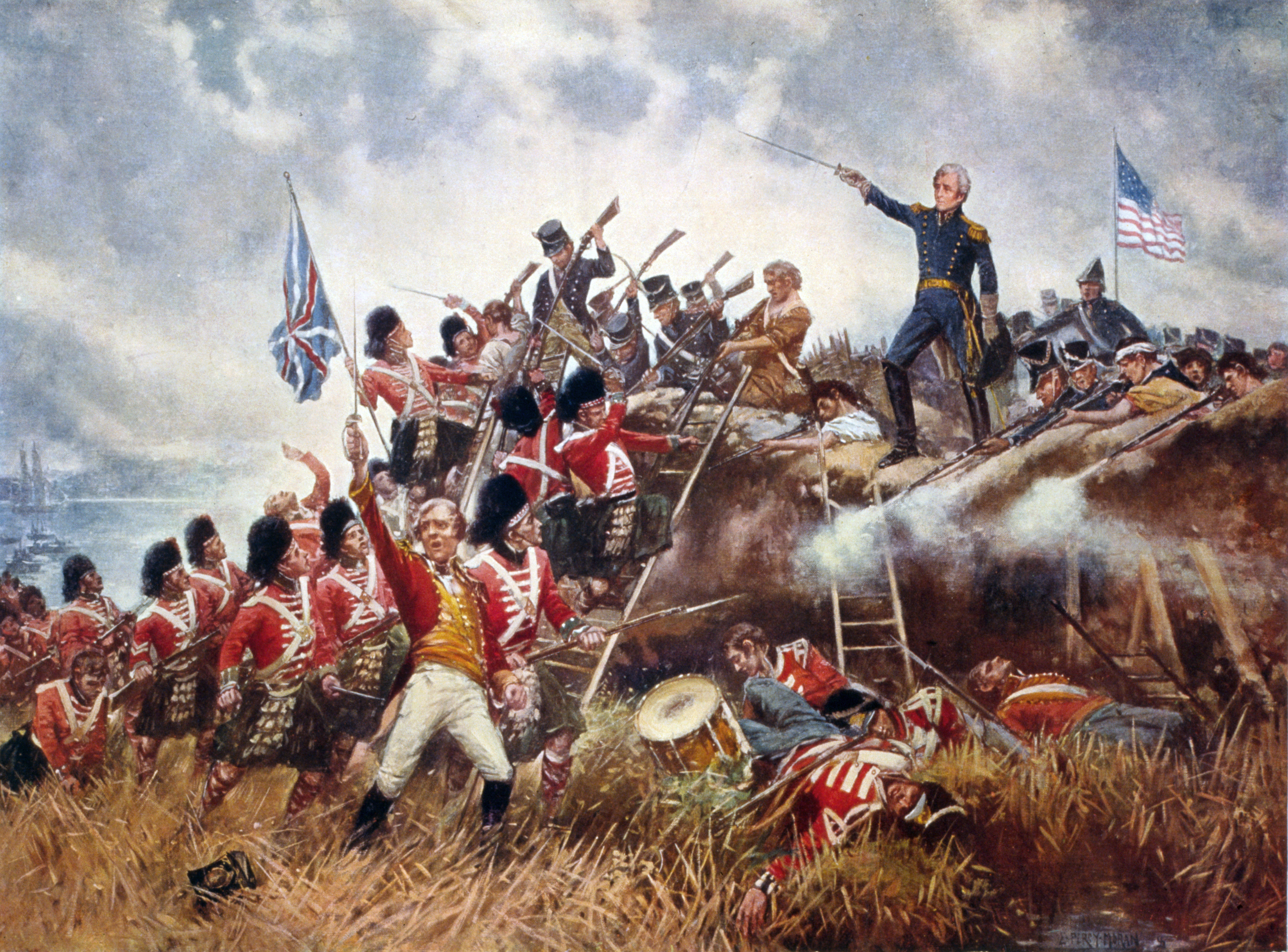
Tướng Andrew Jackson đứng trên lan can của phòng tuyến tạm thời của mình trong khi quân đội của ông tấn công Highlanders, như tưởng tượng chưa đúng của họa sĩ Edward Percy Moran vào năm 1910.

Có thể vì sự chậm trễ của Thornton trong việc vượt sông và hỏa lực pháo binh  mà có thể đánh úp họ từ bên kia sông, trung đoàn 93 Highlanders được lệnh phải rời khỏi cột tấn công của Keane tiến dọc theo sông và di chuyển trên đồng ruộng để nhập vào lực lượng chính trên phải cánh đồng. Keane ngã và bị thương khi ông vượt qua cánh đồng này với trung đoàn 93. Quân của Rennie quyết định tấn công và tàn phá một đồn nhỏ bên sông của người Mỹ, nhưng vì không có quân tiếp viện họ đã không thể giữ vị trí này và cũng không càn quét thành công phòng tuyến chính của người Mỹ ở đằng sau nó. Trong vòng vài phút, binh đoàn số 7 của Mỹ tiến đến, tiến công và bắn vào người Anh bị bắt trong trại lính nhỏ. Trong vòng nửa giờ, Rennie và gần như tất cả quân của mình đã chết. Trong cuộc tấn công chính trên bên phải, lính bộ binh của Anh hoặc quăng mình xuống đất, co ro trong ống, hoặc bị tàn sát bởi sự kết hợp của lửa súng hỏa mai và súng liên thanh từ phía Mỹ. Một số ít tiến lên phía trên cùng của hành lang bên phải nhưng cũng bị giết hoặc bị bắt. Trung đoàn 95 Rifles đã tiến vào để mở một cuộc giao tranh áp đảo chống lại các lực lượng tấn công chính của quân Anh (đã ẩn mình trong các mương dưới các trại, trong tình trạng không thể tiến xa hơn mà không cần hỗ trợ).
Hai cuộc tấn công chính lớn vào người Mỹ đã bị đẩy lùi. Pakenham và thiếu tướng Samuel Gibbs đã bị trọng thương trong khi rời đi bằng ngựa vì dính đạn đại liên bắn ra từ công sự. Thiếu tá Wilkinson của trung đoàn 21 chỉnh đốn lực lượng của mình và thực hiện một cuộc tấn công thứ ba. Họ đã có thể đạt được sự nhượng bộ và cố gắng để mở rộng chúng. Wilkinson đã tiến lên trên trước khi bị bắn. Quân đội Mỹ ngạc nhiên trước lòng dũng cảm và mang ông đằng sau thành lũy. Với hầu hết các sĩ quan cao cấp đã chết hoặc bị thương, những người lính Anh, bao gồm trung đoàn 93 Highlanders, không có lệnh nào để tiến xa hơn hay rút lui, đứng ở ngoài trời và đã bị bắn bằng đại liên từ tuyến của Jackson.
Tướng Lambert lúc đó đang trong tình trạng dự bị và nắm quyền chỉ huy. Ông ra lệnh cho đơn vị dự bị của mình rút quân. Việc dự bị đã được sử dụng để bảo vệ cho sự rút lui của phần còn lại của quân đội Anh trên chiến trường.

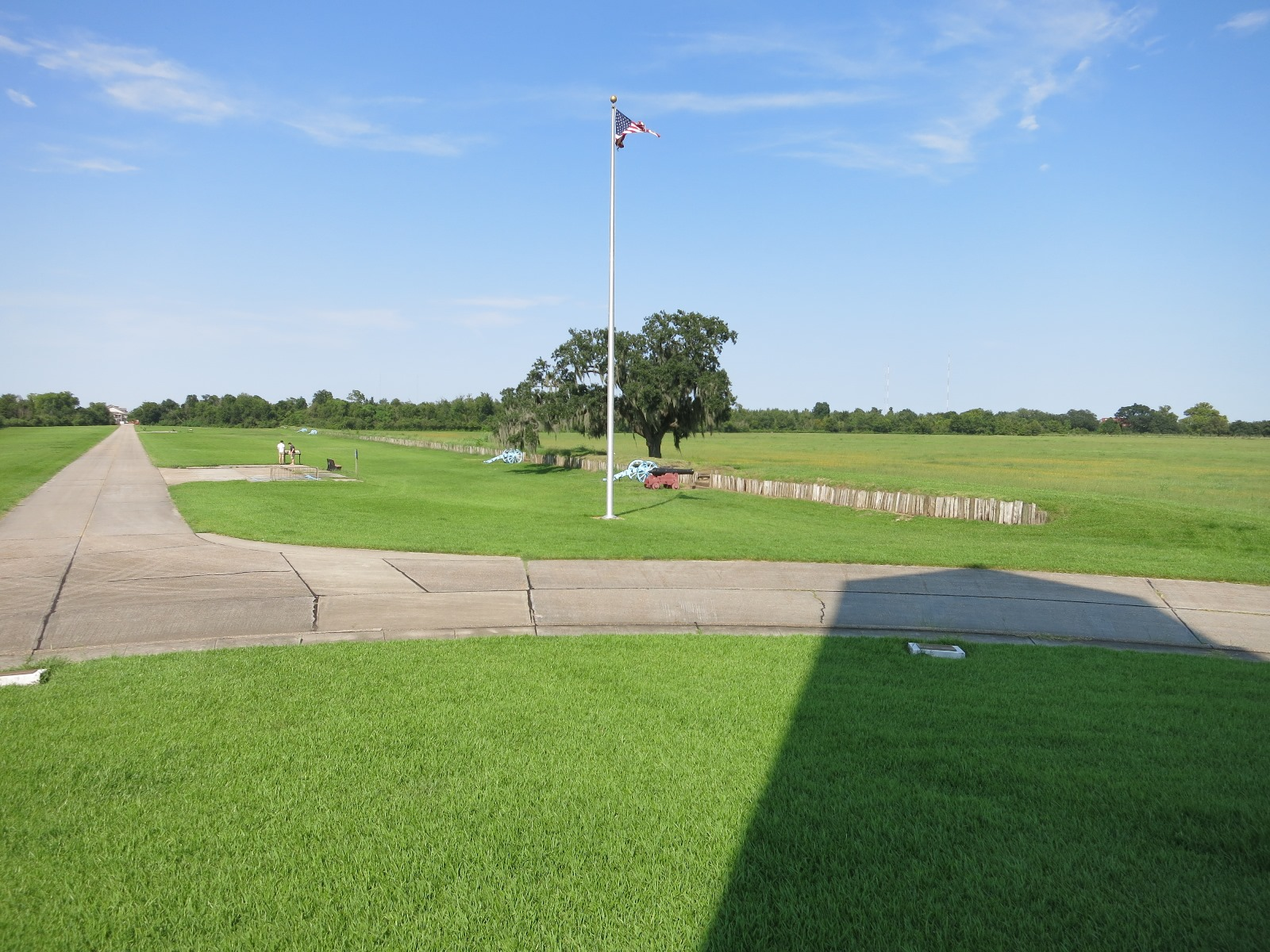
Ảnh Vườn Quốc gia Chalmette, nhìn qua NE từ đài tưởng niệm. Các cuộc tấn công chính của Anh đánh chỉ ngoài tuyến 5 và 6, hai khẩu pháo gần treeline phía xa.

Sự thành công duy nhất của quân Anh là cuộc tấn công muộn trên bờ tây của sông Mississippi, nơi lữ đoàn Thornton, gồm Trung đoàn 85 và các đơn vị từ Hải quân Hoàng gia và Thủy quân lục chiến Hoàng gia, tấn công và áp đảo tuyến của Mỹ. Hải quân và đội Thủy quân lục chiến được lãnh đạo bởi thuyền trưởng Rowland Money và Brevet Major Thomas Adair. Money là thuyền trưởng của HMS Trave, và Adair là sĩ quan chỉ huy của biệt đội lính thủy đánh bộ HMS Vengeur. Các mặt của các kênh trên sông Mississippi bị sập và tắc nghẽn, do đó chỉ đủ tiếp nhận một nửa lực lượng Thornton. Với bảy trăm về số lượng, ông đã vượt con kênh, nhưng ông đã không quan sát dòng chảy nên bị nó mang xuống khoảng hai dặm dưới bến đỗ thích hợp. lữ đoàn Thornton đã thắng trận, nhưng Đại tá Thornton bị thương nặng. Sự thành công này, mặc dù rực rỡ, và là một sự ô nhục cho các vũ khí của Mỹ, nhưng không có ảnh hưởng nhiều đến cuộc chiến. Thương vong trong trong 85th Foot là: 2 người chết, 1 bị bắt, và 41 người bị thương. Hải quân Hoàng gia là 2 người chết, đội trưởng Rowland Money và 18 thủy thủ bị thương. Thương vong của Lính thủy đánh bộ Hoàng gia là 2 người chết, 3 sĩ quan, 1 trung sĩ và 12 vị trí khác bị thương. Mặc dù cả Jackson và Commodore Patterson cho biết các lực lượng rút lui đã rời pháo của họ, không để lại súng để khỏi kích động tuyến phòng thủ Mỹ, nhật ký của đại tá Mitchell chỉ rõ rằng thực tế không phải là như vậy, như ông nói ông đã "Commenced cleaning enemy's guns to form a battery to enfilade their lines on the left bank". Tướng Lambert ra lệnh cho đội trưởng Pháo binh, Đại tá Alexander Dickson, đánh giá vị trí này. Dickson báo cáo lại rằng sẽ cần một lượng không ít hơn 2000 quân để giữ vị trí này. Tướng Lambert đã ra lệnh phải rút lui sau sự thất bại của lực lượng chính của họ trên bờ phía đông và rút lui, bắt một vài tù binh người Mỹ và chiếm pháo của họ. Sau đó nó được biết rằng người Mỹ đã rất thất vọng bởi sự mất mát của số súng ống này, vì có thể điều đó sẽ có khả năng gây thiệt hại trên các tuyến của họ khi các cuộc tấn công xảy ra lần nữa, vì họ đang chuẩn bị rời bỏ thị trấn, khi họ nhận được tin rằng quân Anh đã tự rút.
Trận New Orleans thật sự đáng ghi nhớ vì sự ngắn ngủi và thiệt hại chênh lệch của nó. Trong khoảng hai mươi lăm phút, người Anh mất 700 người, 1400 người bị thương, và 500 tù binh, tổng thiệt hại 2600 người; tổn thất của Mỹ chỉ là bảy thiệt mạng và sáu người bị thương. Tướng phụ tá Robert Butler, trong báo cáo chính thức của mình với tướng Jackson một vài ngày sau cuộc chiến ngày mồng 8, chỉ ra là thiệt hại của Anh ở mức 700 thiệt mạng, 1400 người bị thương, và 500 tù nhân - trong tổng số 2600 thương vong gần một phần ba số quân địch thừa nhận đã tham gia vào các cuộc chiến trong ngày. Sau khi trận chiến kết thúc, khoảng 500 binh sĩ Anh giả chết tăng lên và đầu hàng người Mỹ. Một cậu bé chơi kèn đã leo lên một cái cây trong vòng tuyến 200 yard của Mỹ và chơi nhạc suốt trận chiến, với những luồng đạn sượt qua gần mình. Cậu đã bị bắt sau trận đấu và được coi là anh hùng của người Mỹ.
Hầu như mọi lời buộc tội đều hướng về đại tá Mullins của Trung toàn số 44, đã được lệnh một cách chi tiết để chuẩn bị sẵn sàng, và cố gắng đến trước vào sáng mồng 8, lên dây thừng và thang để vượt qua mương và các lan can lớn, khi những người lính đang chiến đấu theo cách của họ tấn công vào công sự của người Mỹ. Người ta đã tố cáo rằng Đại tá đã mất niềm tin của mình và vào lúc cần thiết là một nửa dặm về phía sau. Đó cũng là lúc Pakenham, học tập đạo đức Mullins, đặt mình ở phần đầu của trung đoàn 44 và nỗ lực để dẫn dắt họ tới phía trước với các dụng cụ cần thiết để tấn công các công sự, khi đang cách khoảng 500 yard từ tuyến trước kẻ thù, ông ngã và bị thương sau khi trúng đạn đại liên. Khi được giúp trèo lên một con ngựa, Pakenham bị trúng đạn một lần nữa và ngã, lần này thì thực sự trọng thương.

## Cuộc bao vây của Fort St. Philip

Trận New Orleans, tháng một 1815

Người Anh đã lên kế hoạch đi thuyền lên sông Mississippi; tuy nhiên Fort St. Philip đã chặn đường này. Ngày 9 tháng một, lực lượng hải quân Anh tấn công Fort St. Philip, mà bảo vệ New Orleans từ một cuộc tấn công đổ bộ từ vịnh Mexico qua sông Mississippi. Các lực lượng Mỹ, ngoài pháo thủ làm việc từ các tàu của tư nhân, đã có thể chống lại các cuộc tấn công. Họ đã phải chịu đựng sự oanh tạc bởi đạn pháo trong mười ngày bị trước khi tàu Anh rút vào ngày 18 tháng 1 năm 1815.